# Trichotosia lacinulata
Trichotosia lacinulata är en orkidéart som först beskrevs av Johannes Jacobus Smith, och fick sitt nu gällande namn av Cedric Errol Carr. Trichotosia lacinulata ingår i släktet Trichotosia och familjen orkidéer. Inga underarter finns listade i Catalogue of Life.